# Zyprische Basketballnationalmannschaft

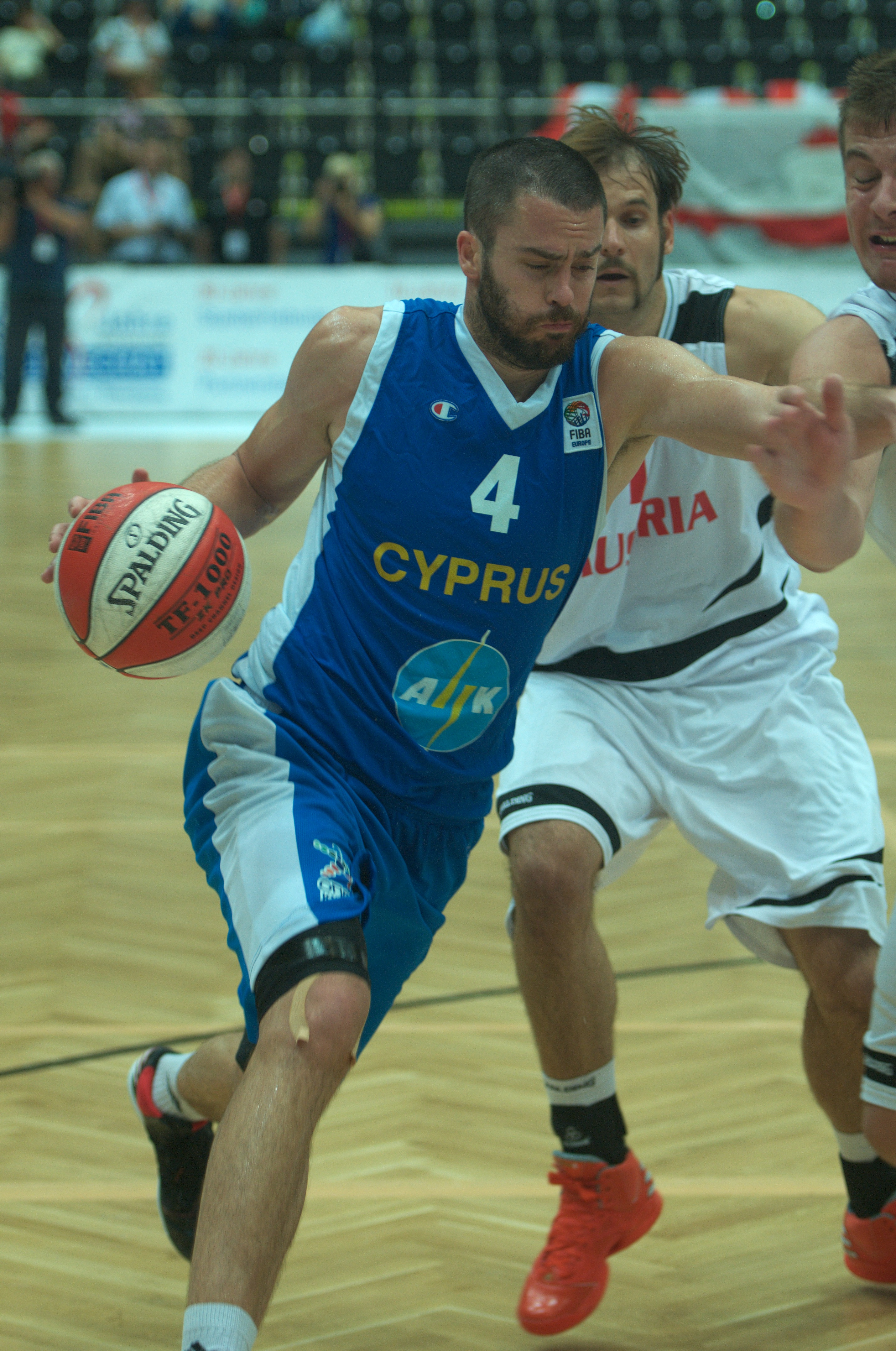
Alexandros Liatsos in einem Spiel gegen Österreich (2012)

Die zyprische Basketballnationalmannschaft repräsentiert die Republik Zypern bei Basketball-Länderspielen der Herren, etwa bei internationalen Turnieren und bei Freundschaftsspielen.
Das Team konnte sich bisher nicht für Weltmeisterschaften, Olympische Spiele oder Europameisterschaften qualifizieren.

## Geschichte
Die Nationalmannschaft Zyperns trat im Jahre 1972 der FIBA bei. Für ein internationales Turnier konnte man sich seitdem nicht qualifizieren.
Seit 2003 nimmt die Basketballnationalmannschaft für Zypern an den Spielen der kleinen Staaten von Europa teil, wo viermal – 2003, 2005, 2009 und 2013 – die Goldmedaille gewonnen wurde. 
Zwischen 1988 und 1994 nahm man des Weiteren viermal an der FIBA Europameisterschaft für kleine Länder teil und gewann je zweimal die Silber- und die Bronzemedaille.

### Bekannte Spieler
- Anthony L. King, spielte für die Skyliners Frankfurt, Aris Thessaloniki und bis 2015 für die Artland Dragons.

## Abschneiden bei internationalen Wettbewerben

### Weltmeisterschaften
- noch nie qualifiziert

### Olympische Spiele
- noch nie qualifiziert

### Europameisterschaften
- noch nie qualifiziert

### Spiele der kleinen Staaten von Europa
- Bei den seit 1985 im Zweijahresrhythmus ausgetragenen Wettbewerben, konnte Zypern bisher fünf Mal die Goldmedaille gewinnen (1995, 2003, 2005, 2009, 2013).